# Eupithecia atrisignis
Eupithecia atrisignis är en fjärilsart som beskrevs av Butler 1889. Eupithecia atrisignis ingår i släktet Eupithecia och familjen mätare. Inga underarter finns listade i Catalogue of Life.